# W
W \ أو دبلكس \، بالإنكليزية دبليو، الحرف الثالث والعشرون من الأبجدية اللاتينية.
- في الكيمياء يرمز W لعنصر التنغستن.